# Torre d'aigua
Una torre d'aigua (de vegades també anomenada torre de l'aigua o de les aigües) és una torre amb una gran cisterna al cim que serveix de dipòsit de reserva i per a mantenir una pressió hidroestàtica a la xarxa de l'aigua.

## Construcció i funcionament

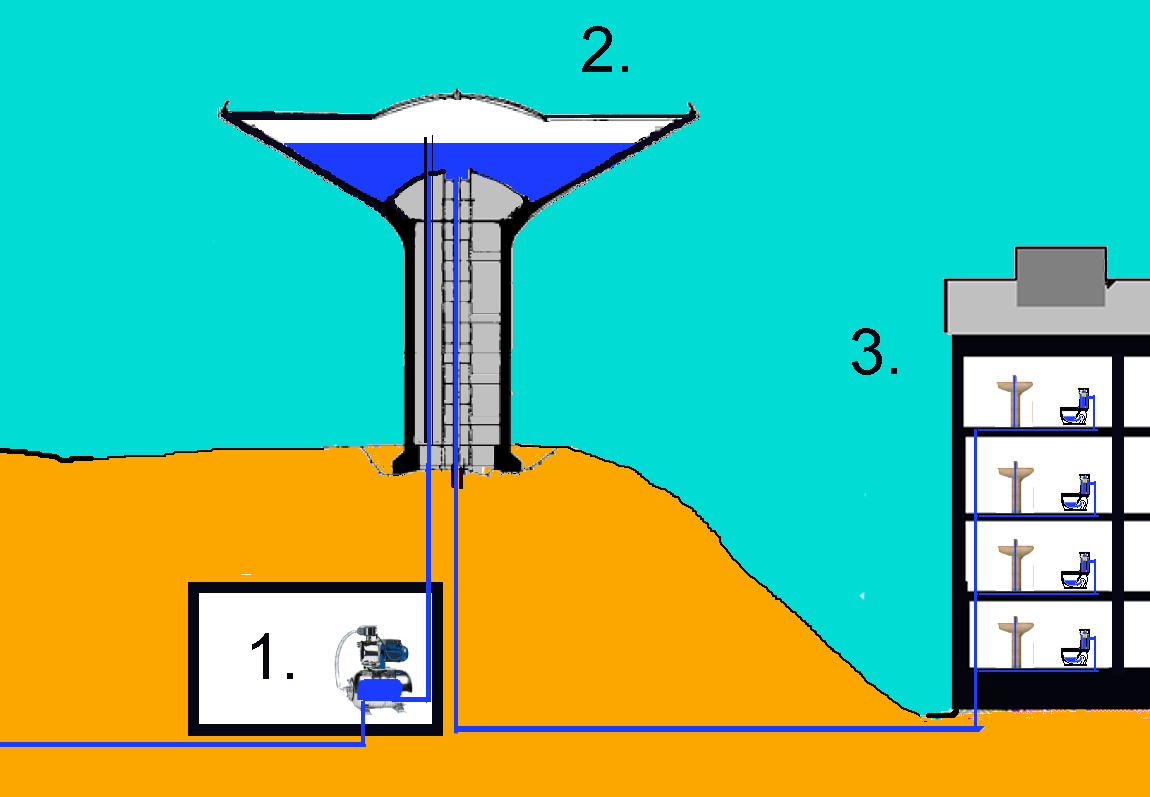
Esquema de funcionament d'una torre d'aigua
1 = bomba
2 = cisterna
3 = utilitzadors d'aigua

La torre funciona segons el principi dels vasos comunicants: mentre que el nivell a ambdós costats no sigui el mateix, el vas amb el nivell més alt exerceix una pressió sobre el vas amb el nivell més baix. La pressió és proporcional al nivell de l'aigua: cada 10 metres augmenta de més o menys 10 N/cm². Una pressió estable és important: Dins xarxes de urbanes la pressió és disposa a entre 4-4,5 bar, suficient per donar servei a edificis de diversos pisos. Dins xarxes de ciutats normalment la pressió és de 4-4,5 bar, que és suficient per donar servei a edificis de diversos pisos, i la pressió de servei ha d'estar en l'interval de 0,03 MPa (0,3 bar) i 0,6 MPa (6,0 bar); Una pressió superior podria damnificar els conductes i les aixetes, i una inferior porta un cabal insuficient. Per poder garantir una pressió de xarxa adient responent a l'estructura orogràfica del territori que serveixen, es disposen les torres i dipòsits en diferents cotes per donar servei a sectors, per condicionar les pressions de la xarxa de distribució, i el volum de la cisterna s'ha de concebre de manera a poder respondre als pics de la demanda, per exemple, el matí quan tota una població més om menys al mateix temps es dutxa.

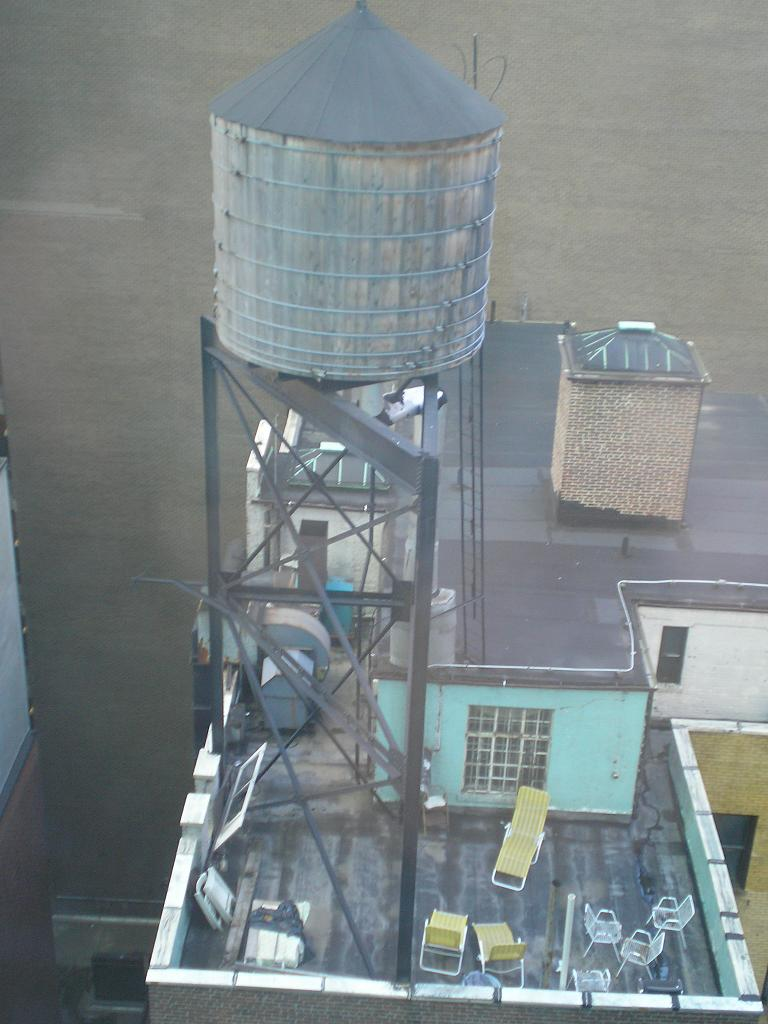
Torre d'aigua individual a Nova York

Com que són edificis amb exigències tècniques i estàtiques elevades, se cerca els indrets més alts per a construir-les. Per a reduir el pes i el volum de la cisterna es construeixen sovint dipòsits al peu de la torre, que permeten de bombar ràpidament l'aigua cap amunt. El contingut d'una cisterna varia d'un 450 a uns 2500 m³ i l'altura de 20 a 60 metres. Als Estats Units i al Regne Unit, moltes cases tenen una cisterna individual a l'àtic. També, els gratacels, superiors a les torres d'aigua, tenen la seva pròpia instal·lació al teulat, un element típic del paisatge urbà americà.
Per a crear una distribució millor de la pressió contra la cisterna i reduir el cost de la construcció, s'han desenvolupat diverses formes des de la cisterna plana inicial.
- Models de cisternes per a torres d'aigua<ref>«Cisterna» (en anglès). [Consulta: 19 setembre 2022].</ref>
- Cisterna plana
- Cisterna de fons pendent o convexa
- Cisterna de fons còncau
- Cisterna de fons còncau

## Història
El principi ja era conegut pels romans: al segle I a Roma hom comptava 250 torres d'aigua. Amb l'ocàs de la civilització romana i l'adveniment del cristianisme, pel qual la salut de l'ànima era prioritari i la higiene del cos i la cultura balneària van considerar-se com a decadents, si no pecat, la infraestructura per a adduir l'aigua va decaure fins a desaparèixer completament a l'edat mitjana. Les ciutats i les abadies van construir-se a prop de rius, fonts o pous. L'aigua fecal es vessava als rius, que més avall servien per a l'aigua potable fins a mitjans del segle xix. Llavors va descobrir-se que la higiene i la subministració d'aigua pura contribuïen en gran manera a la lluita contra les epidèmies.
La conscienciació sobre la importància de la higiene i la construcció del ferrocarril, que necessitava un proveïment regular de grans volums d'aigua per a alimentar les locomotores de vapor, van ser els dos factors que van fomentar l'apogeu de les torres d'aigua des de la segona meitat del segle xix fins als anys 1980. Paral·lelament, van construir-se la xarxa hidràulica i el clavegueram. Va caldre més d'un segle i mig per a què la majoria de les cases d'Europa disposessin d'un ràcord. A finals del segle xx, les fonts d'aigua van créixer per incloure tancs d'emmagatzematge per satisfer les creixents demandes de les ciutats en creixement.
Moltes de les primeres torres d'aigua ara es consideren històricament significatives i s'han inclòs en diversos llistats de patrimoni a tot el món. Alguns es converteixen en apartaments o àtics exclusius. En certes àrees, com la ciutat de Nova York als Estats Units, es construeixen torres d'aigua més petites per a edificis individuals. A Califòrnia i alguns altres estats, les torres d'aigua domèstiques envoltades per revestiments (tancs) es van construir una vegada (1850-1930) per abastir llars individuals; els molins de vent bombaven aigua de pous excavats a mà fins al tanc a Nova York.
Des del 1980, una nova tecnologia amb cisternes soterrànies amb bombes especials per generar pressió va començar a fer la competència a les torres. Moltes torres van quedar desafectades. Com sovint passa amb monuments que formen part de la silueta urbana d'una ciutat i es troben en llocs alts amb una vista panoràmica, la seva transformació en habitació, hotel o restaurant és força popular. També s'han utilitzat per a posar-hi antenes i llocs d'observació.

## Disseny i construcció
Es pot fer servir una varietat de materials per construir una torre d'aigua típica. L'acer i el formigó armat o pretesat són els més utilitzats (també s'utilitzen fusta, fibra de vidre o maó), incorporant un revestiment interior per protegir l'aigua dels efectes del material de revestiment. El dipòsit de la torre pot ser esfèric, cilíndric o el·lipsoide, amb una alçada mínima d'aproximadament 6 metres (20 peus) i un mínim de 4 m de diàmetre. Una torre d'aigua estàndard generalment té una altura d'aproximadament 40 m.
La pressurització passa a través de la pressió hidroestàtica de l'elevació de l'aigua; per cada 10,20 centímetres d'elevació produeix 1 quilopascal de pressió. Per això 30 m d'elevació produeixen aproximadament 300 kPa, que és suficient pressió per operar i satisfer la majoria dels requisits del sistema de distribució i pressió d'aigua domèstica.
L'alçada de la torre proporciona la pressió per al sistema de subministrament d'aigua i es pot complementar amb una bomba. El volum del dipòsit i el diàmetre de la canonada proporcionen i mantenen el cabal. Tot i això, dependre d'una bomba per proporcionar pressió és car; per mantenir-se al dia amb la demanda variable, la bomba hauria de tenir la mida adequada per satisfer les demandes màximes. Durant els períodes de baixa demanda, les bombes jockey s'utilitzen per complir amb aquests requisits de flux d'aigua més baixos. La torre d'aigua redueix la necessitat de consum elèctric de bombes cícliques i, per tant, la necessitat d'un costós sistema de control de bombes, ja que aquest sistema hauria de tenir prou mida per proporcionar la mateixa pressió a alts cabals.
Es necessiten volums i cabals molt alts per combatre incendis. Amb una torre d'aigua present, les bombes es poden dimensionar per a la demanda mitjana, no per a la demanda escaig; la torre d'aigua pot proporcionar pressió d'aigua durant el dia i les bombes tornaran a omplir la torre d'aigua quan la demanda sigui menor.
L'ús de xarxes de sensors sense fil per monitorar els nivells d'aigua dins la torre permet als municipis monitorar i controlar automàticament les bombes sense instal·lar i mantenir costosos cables de dades.

## Arquitectura
La imatge adjacent mostra tres enfocaments arquitectònics per incorporar aquests tancs al disseny d'un edifici, un a East 57th Street a la ciutat de Nova York. D'esquerra a dreta, una estructura de maó completament tancada i ornamentadament decorada, una estructura de maó sense sostre simple i sense adorns que amaga la major part però revela la part superior del tanc, i una estructura utilitària simple que no fa cap esforç per amagar els tancs o incorporar-los d'una altra manera en el disseny de l'edifici.
La tecnologia data almenys del segle xix, i durant molt de temps la ciutat de Nova York va requerir que tots els edificis de més de sis pisos estiguessin equipats amb una torre d'aigua al terrat. Dues empreses a Nova York construeixen torres d'aigua, les quals són empreses familiars en funcionament des del segle xix.
Els constructors originals de torres d'aigua eren fabricants de barrils que van ampliar el seu ofici per satisfer una necessitat moderna a mesura que els edificis de la ciutat creixien en alçada. Fins i tot avui dia, no es fa servir un segellador per retenir l'aigua. Les parets de fusta de la torre d'aigua es mantenen unides amb cables o corretges d'acer, però l'aigua es filtra a través dels buits quan s‟omple per primera vegada. A mesura que l'aigua satura la fusta, aquesta s'infla, els buits es tanquen i es tornen impermeables. Les torres d'aigua al terrat emmagatzemen entre 25.000-50.000 litres d'aigua fins que es necessiti a l'edifici de baix. La porció superior d'aigua s'extreu de la part superior per a l'ús diari, mentre que l'aigua a la part inferior de la torre es manté en reserva per combatre el foc. Quan l'aigua cau sota cert nivell, un interruptor de pressió, un interruptor de nivell o una vàlvula de flotador activarà una bomba o obrirà una canonada d'aigua pública per tornar a omplir la torre d'aigua.
Els arquitectes i els constructors han adoptat diversos enfocaments per incorporar torres d'aigua en el disseny dels seus edificis. A molts edificis comercials grans, les torres d'aigua estan completament ocultes darrere d'una extensió de la façana de l'edifici. Per raons estètiques, els edificis d'apartaments sovint tanquen els tancs en estructures de sostre, ja siguin simples caixes de sostre sense adorns o estructures ornamentades destinades a millorar l'atractiu visual de l'edifici. Molts edificis, però, deixen les torres d'aigua a la vista sobre estructures de carcassa utilitàries.
Les torres d'aigua són comunes a la Índia, on el subministrament d'electricitat és erràtic a la majoria dels llocs.
Si les bombes fallen (com durant un tall d'energia), es perdrà la pressió de l'aigua, cosa que podria causar problemes de salut pública. Molts estats dels EUA requereixen que s'emeti un "avís de bullir l'aigua" si la pressió de l'aigua cau per sota de 20 psi (140 kPa). Aquest avís suposa que la pressió més baixa podria permetre que els patògens ingressin al sistema.
Alguns s'han convertit per servir els propòsits moderns, com per exemple, el Wieża Ciśnień (Torre d'aigua de Wrocław) a Wrocław, Polònia, que avui és un complex de restaurants. Altres han esdevingut ús residencial.
Històricament, els ferrocarrils que usaven locomotores de vapor requerien un mitjà per reposar les tenderes de les locomotores. Les torres d'aigua eren comunes al llarg del ferrocarril. Els tenders es van reabastir generalment per grua d'aigua, que van ser alimentats per una torre d'aigua.
Algunes torres d'aigua també s'utilitzen com a torres d'observació, i alguns restaurants, com el Goldbergturm a Sindelfingen, Alemanya, o el segon dels tres Kuwait Towers, a l'estat de Kuwait. També és comú utilitzar torres d'aigua com a ubicació de mecanismes de transmissió en el rang de UHF amb poca potència, per exemple per a serveis tancats de radiodifusió rural, radioafició o telefonia mòbil.
En regions muntanyenques, la topografia local es pot substituir per estructures per elevar els tancs. Aquests tancs sovint no són més que cisternes de formigó col·locades en terrasses als vessants dels turons o muntanyes locals, però funcionen de manera idèntica a la torre d'aigua tradicional. La part superior d'aquests tancs es pot enjardinar o fer servir com a parc, si es desitja.

### Esferes i esferoides
La Chicago Bridge and Iron Company ha construït moltes de les esferes d'aigua i esferoides que es troben als Estats Units. El lloc web World's Tallest Water Sphere descriu la distinció entre una esfera d'aigua i un esferoide així:
| « | Una esfera d'aigua és un tipus de torre d'aigua que té una gran esfera a la part superior del pal. L'esfera sembla una pilota de golf sobre un tee o una piruleta rodona. Una secció transversal d'una esfera en qualsevol adreça (est-oest, nord-sud o de dalt a baix) és un cercle perfecte. Un esferoide daigua sembla una esfera daigua, però la part superior és més ampla que alta. Un esferoide sembla un coixí rodó una mica aplanat. Una secció transversal d'un esferoide en dues direccions (est-oest o nord-sud) és una el·lipse, però en una sola direcció (a dalt-a baix) és un cercle perfecte. Tant les esferes com els esferoides són el·lipsoides de casos especials: les esferes tenen simetria en 3 direccions, els esferoides tenen simetria en 2 direccions. Els el·lipsoides escalens tenen 3 eixos de longitud desigual i tres seccions transversals desiguals. | » |

La Union Watersphere és una torre d'aigua coronada per un tanc d'aigua en forma d'esfera a Union, New Jersey, i es caracteritza com l′esfera d'aigua més alta del món.
Un article de Star Ledger va suggerir una torre d'aigua a Erwin, Carolina del Nord completada a principis de 2012, 66,98 m d'alta i sostenint 1.900 m3, havia esdevingut l'esfera d'aigua més alta del món. Tot i això, les fotografies de la torre d'aigua d'Erwin van revelar que la nova torre era un esferoide d'aigua.
La torre d'aigua a Braman, Oklahoma, construïda per la Kaw Nation i acabada el 2010, de 67,2 m alta i pot sostenir 1.300 m3. Lleugerament més alta que la Union Watersphere però també és un esferoide.
Una altra torre a Oklahoma, construïda el 1986 i anunciada com la "torre d'aigua més gran del país", és de 66 m i 1.900 m3, i es troba a Edmond.
El Earthoid, un tanc perfectament esfèric ubicat a Germantown, Maryland és de 30 m d'alçada i conté 7.600 m3 d'aigua. El nom es pren que està pintat per assemblar-se a un globus terraqüi.
El tanc en forma de pilota de golf de la torre d'aigua a Gonzales, Califòrnia està sostingut per tres potes tubulars i arriba aproximadament a 38 m d'alt.
Les Watertoren (o Torres d'aigua) a Eindhoven, Països Baixos contenen tres tancs esfèrics, cadascun de 10 m de diàmetre i capaç de contenir 500 metres cúbics d'aigua, a tres torres de 43,45 m es van completar el 1970.

## Torres d'aigua notables

### Els Països Catalans

"Models
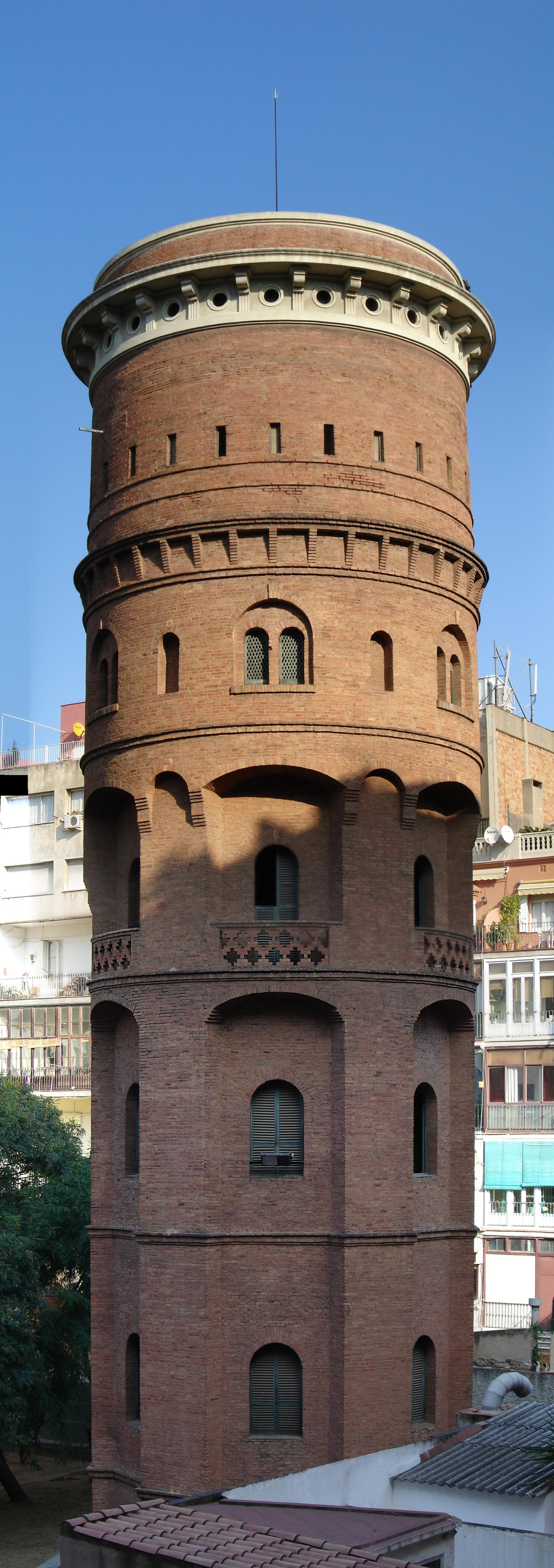
Torre de les Aigües, Barcelona, 1870
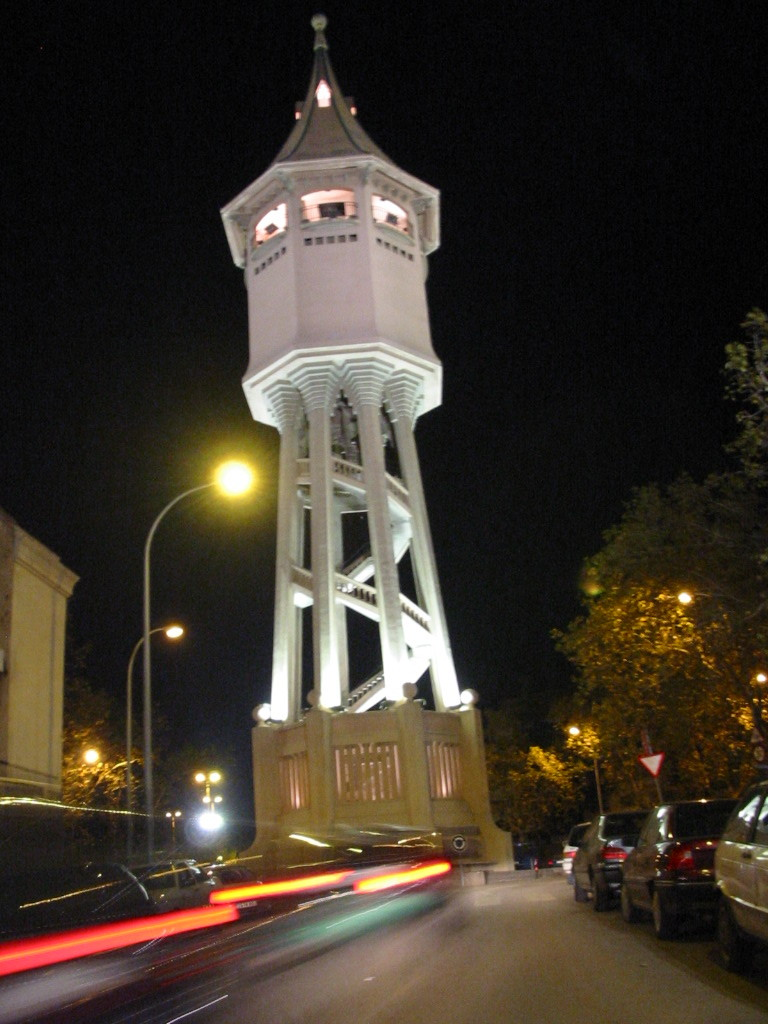
Torre de l'Aigua de Sabadell
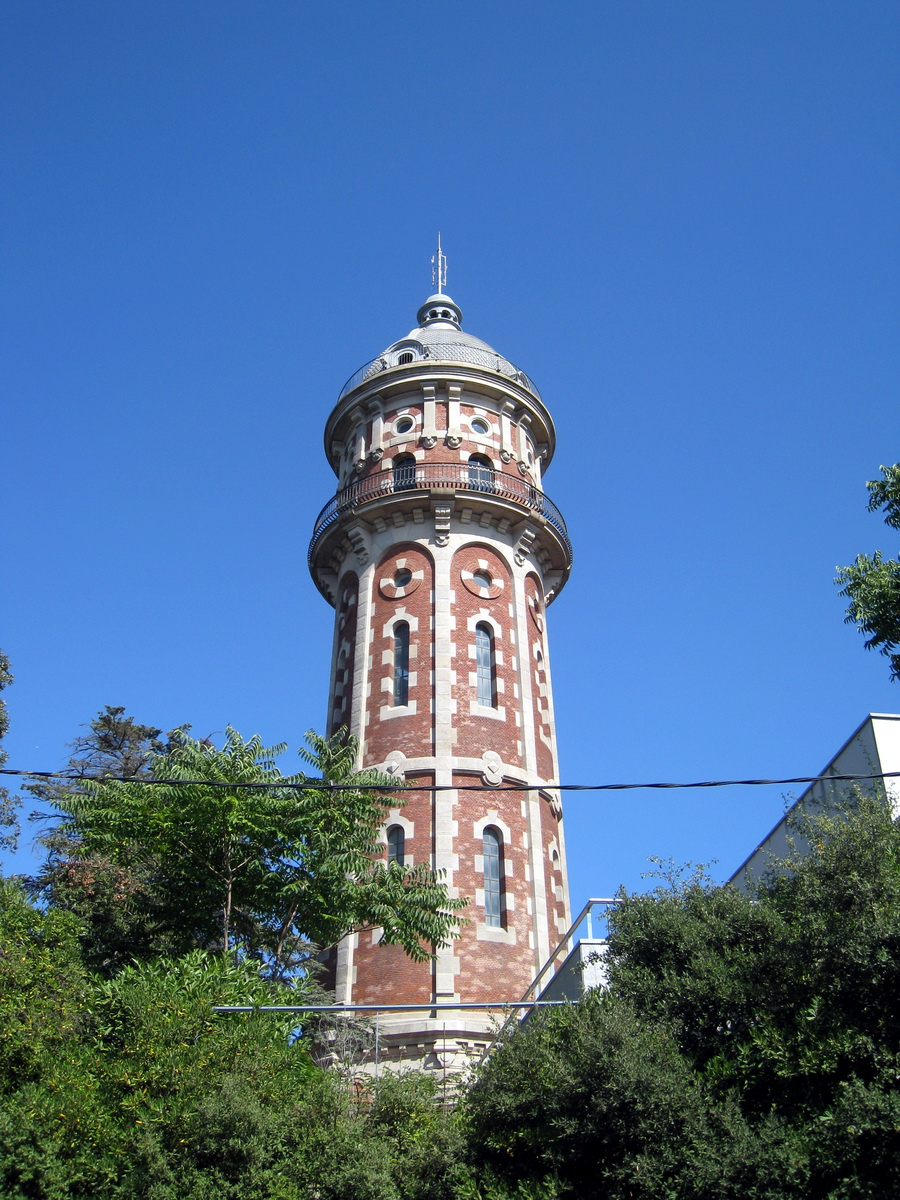
Torre d'aigua de Vallvidrera
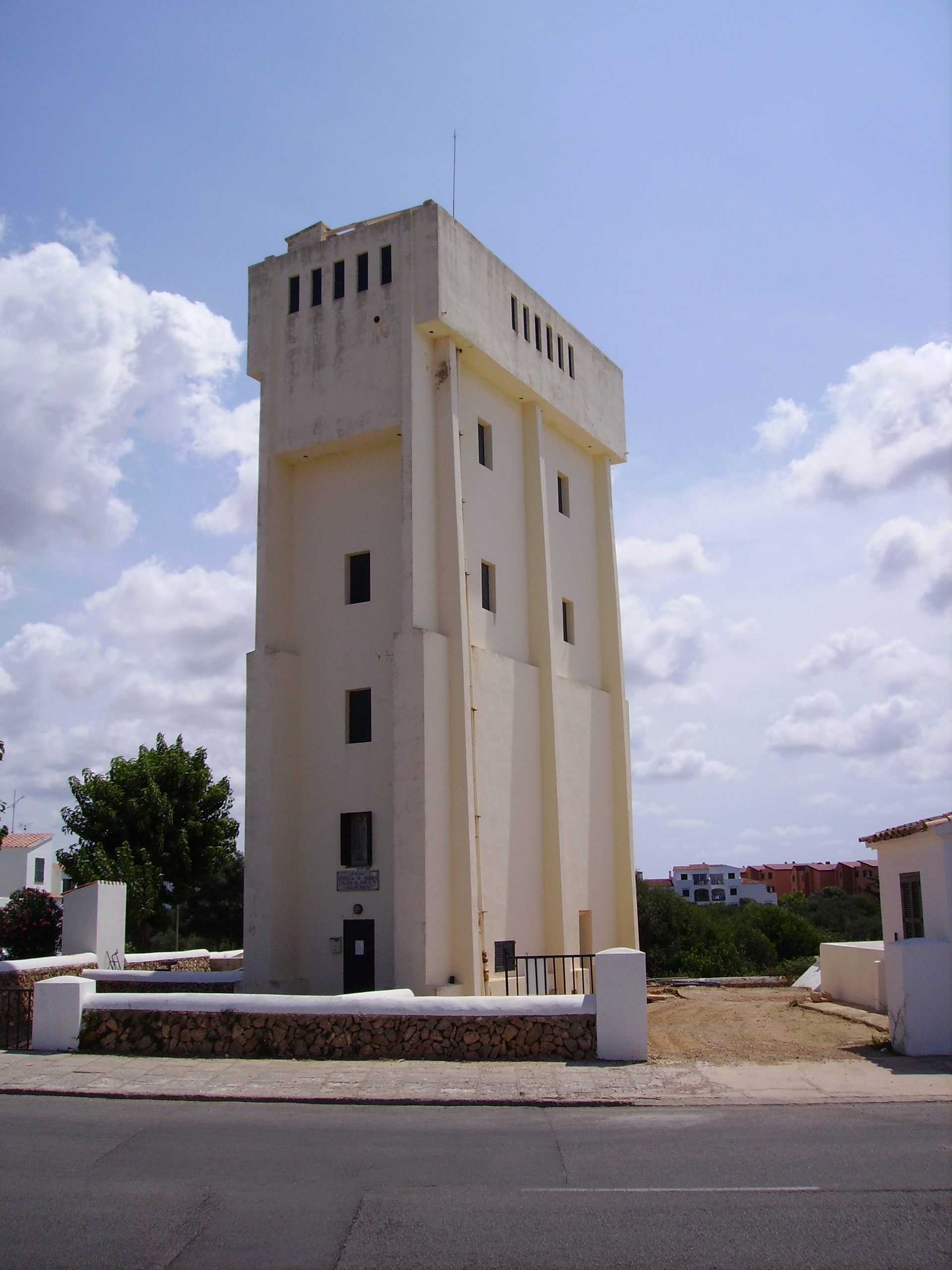
Cala en Blanes, Menorca
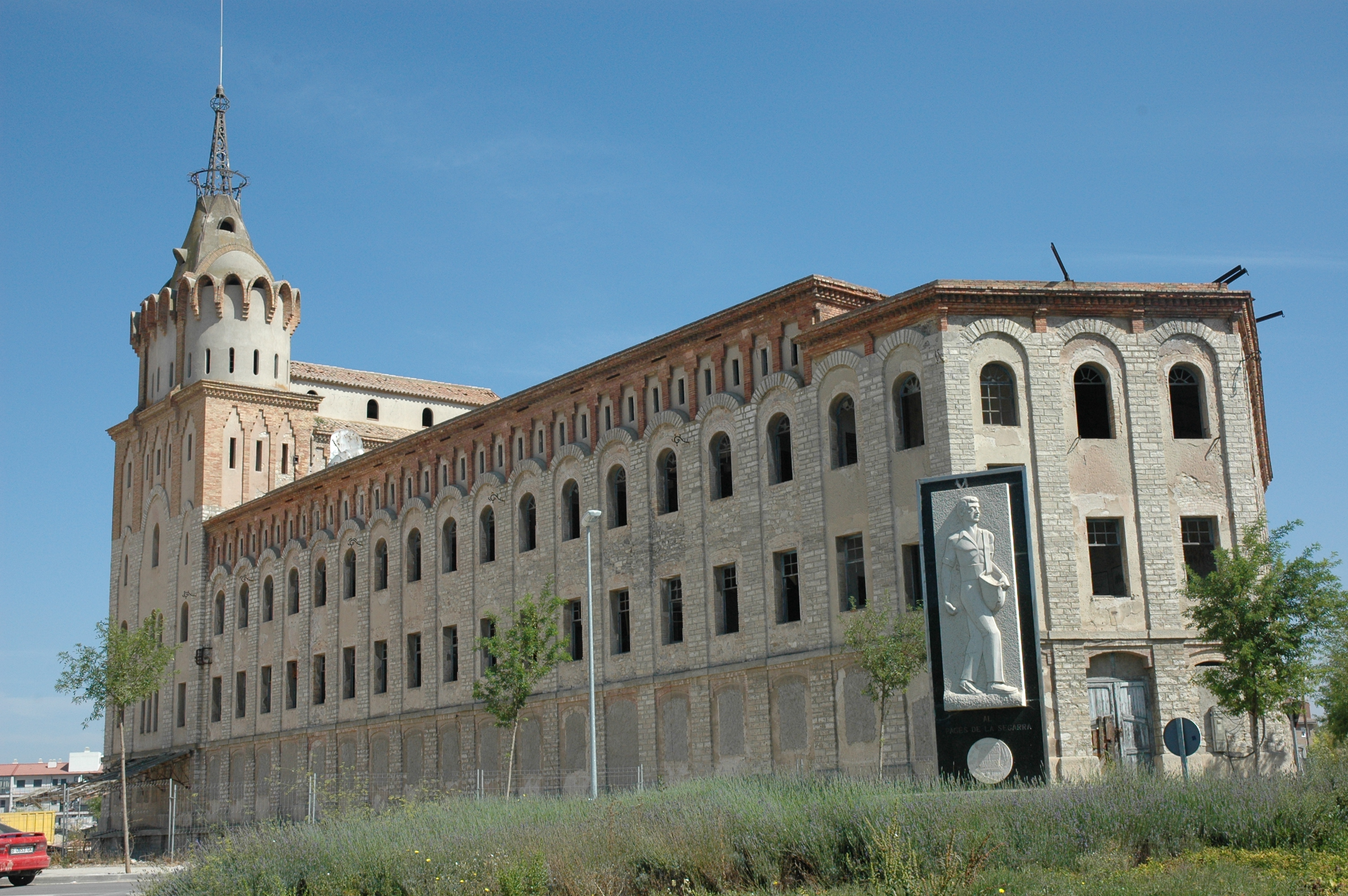
La Farinera del Sindicat Agrícola de Cervera

### Alemanya

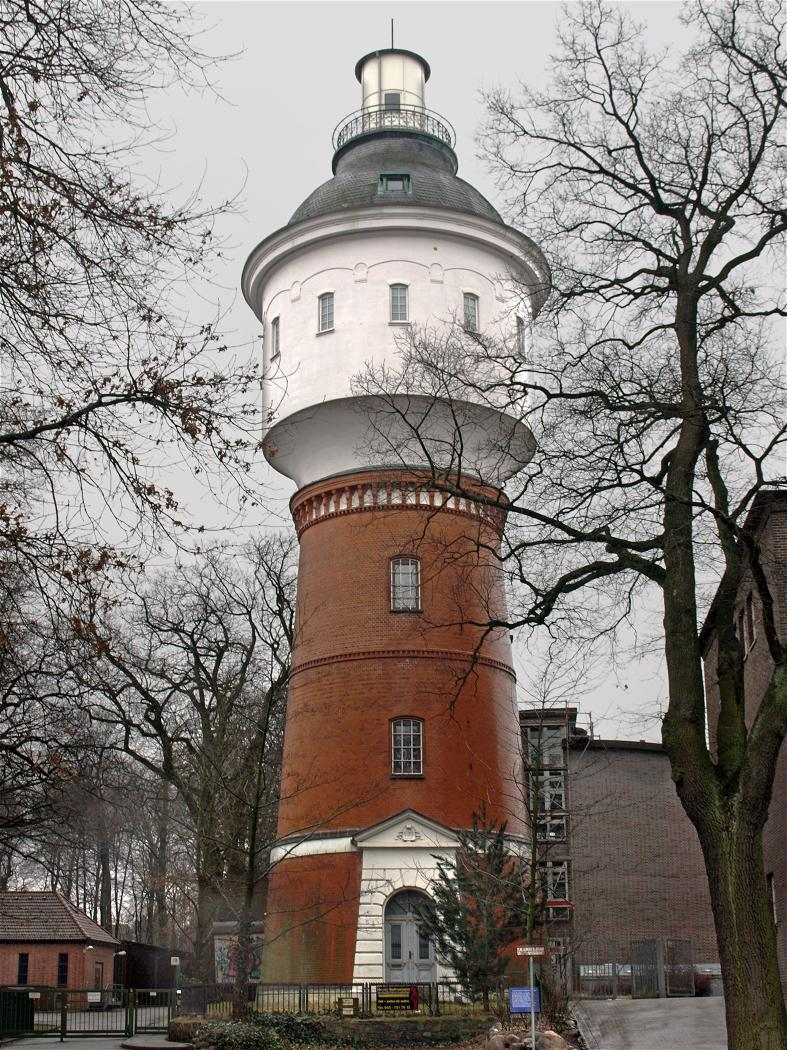
Torre d'aigua de Bergedorf, Bergedorf
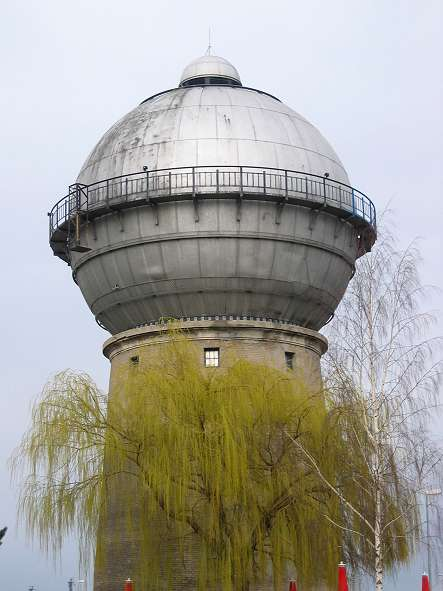
Torre d'aigua del 1914 dels ferrocarrils a Kornwestheim
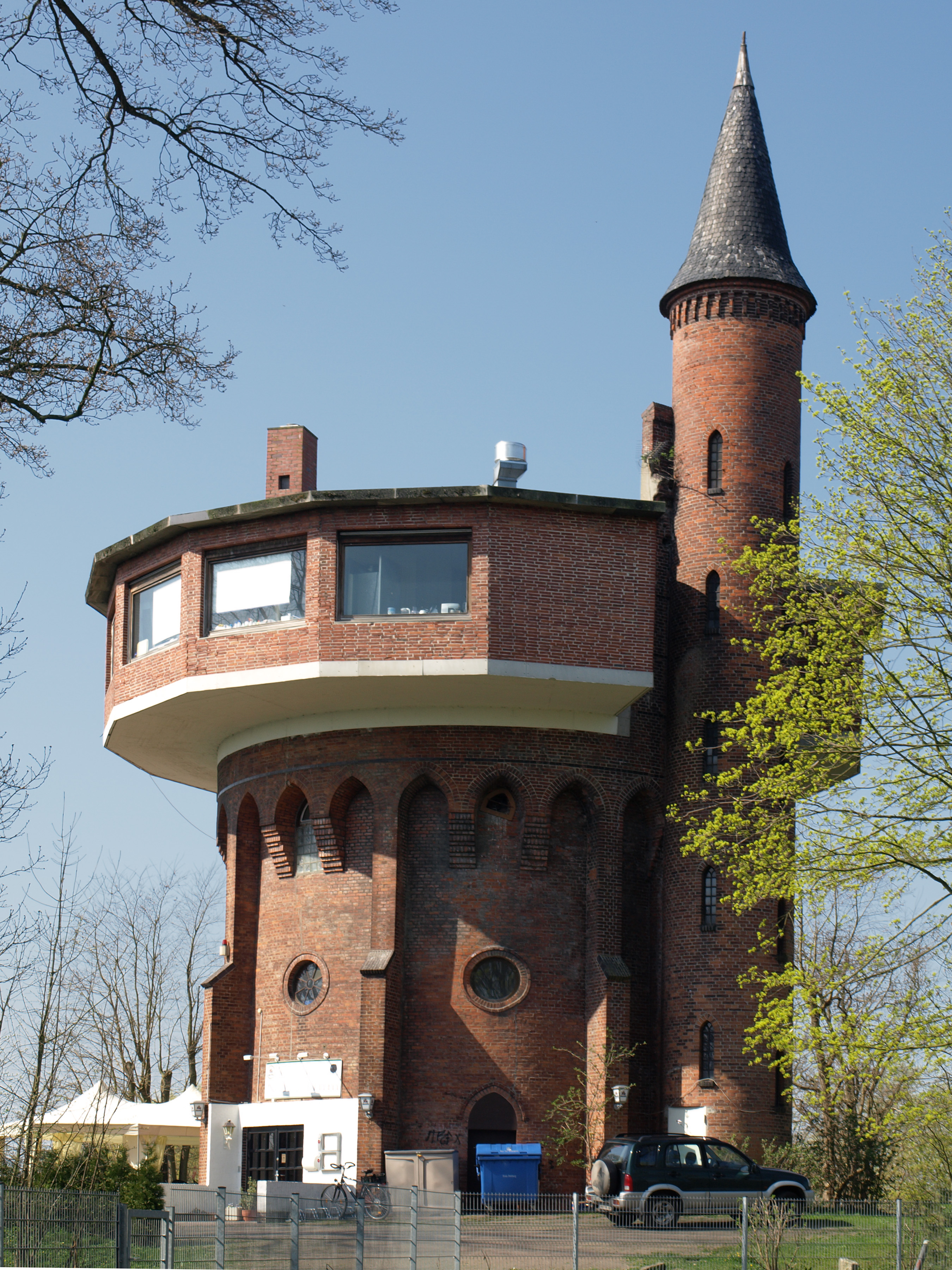
Glückstadt
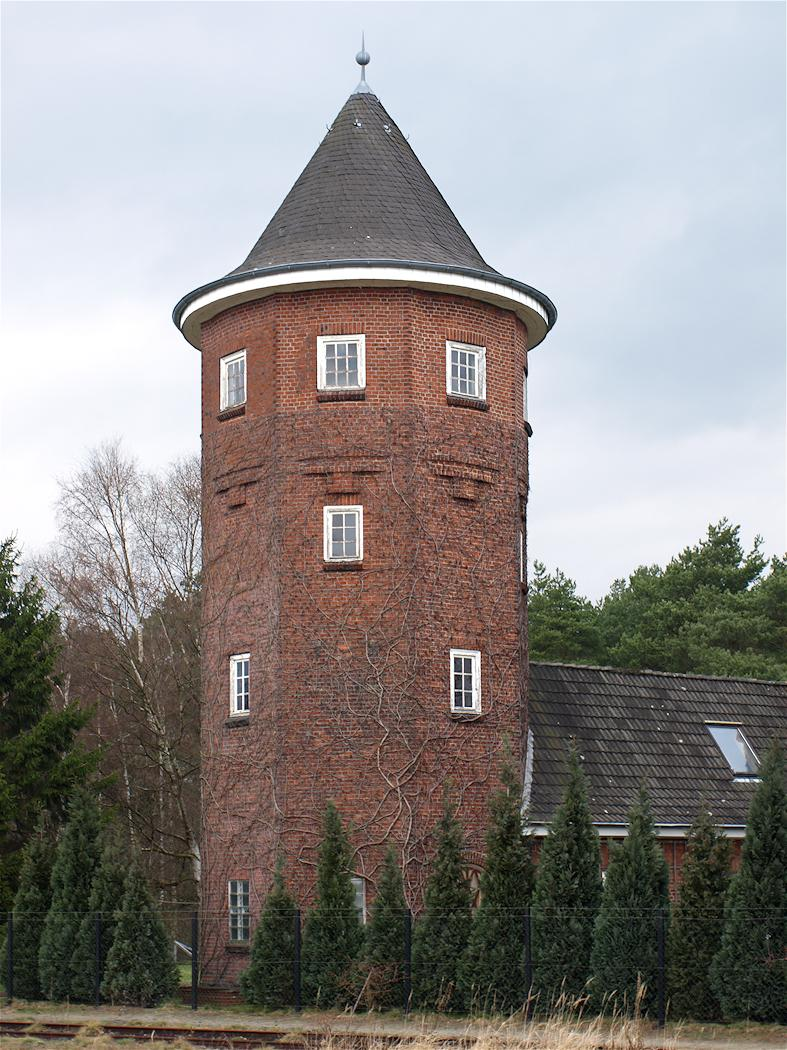
Geesthacht
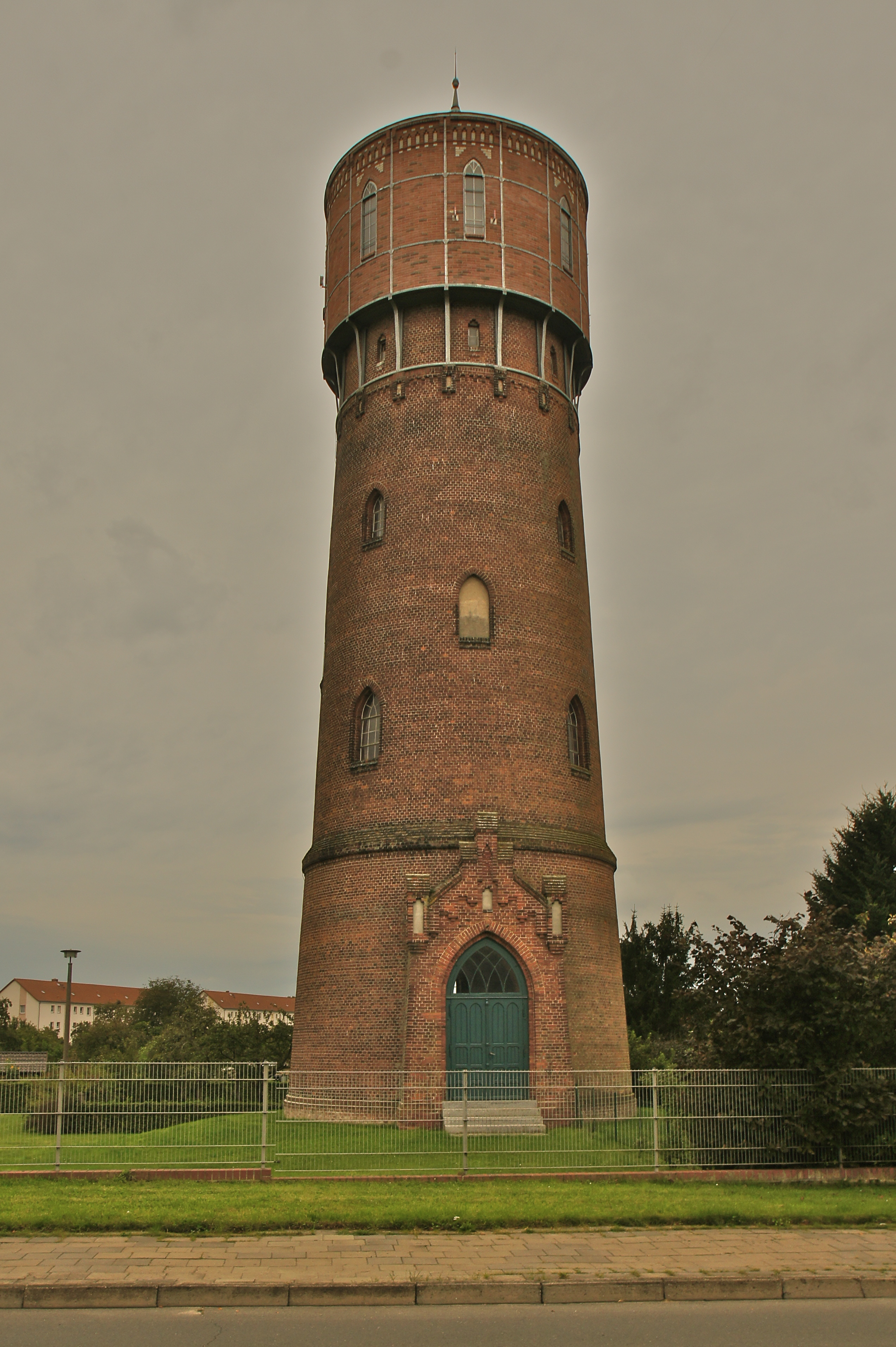
Torre d'aigua a Parchim
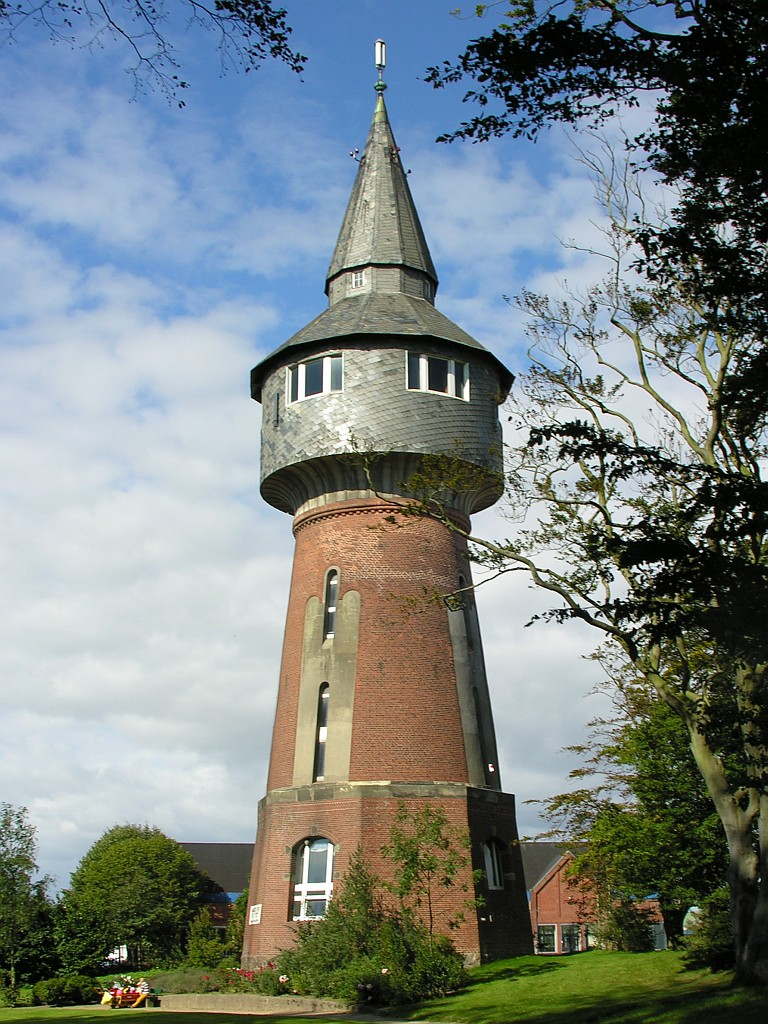
Torre d'aigua de Husum

### Bèlgica

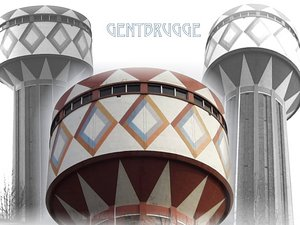
Gentbrugge
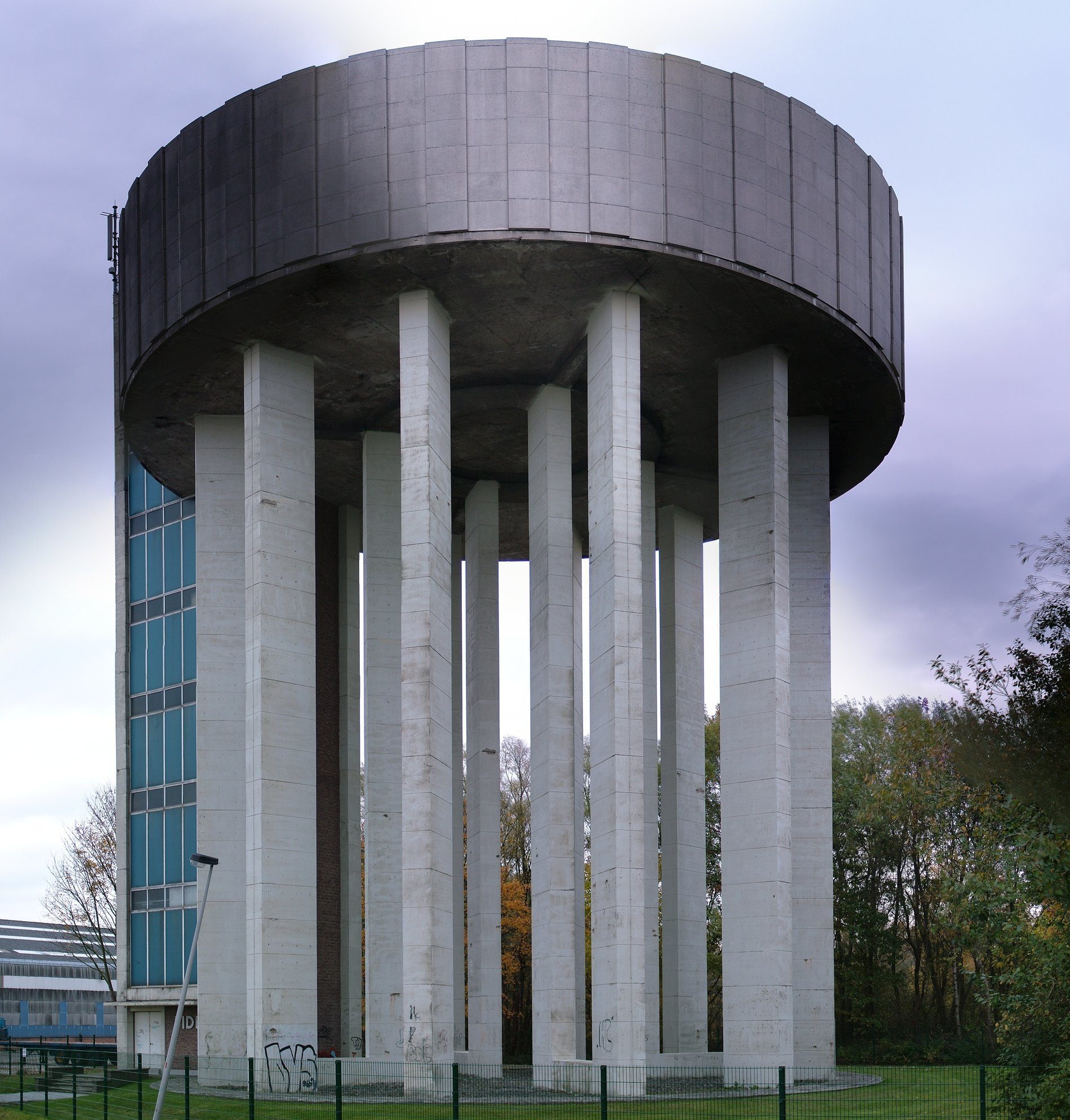
Hemiksem
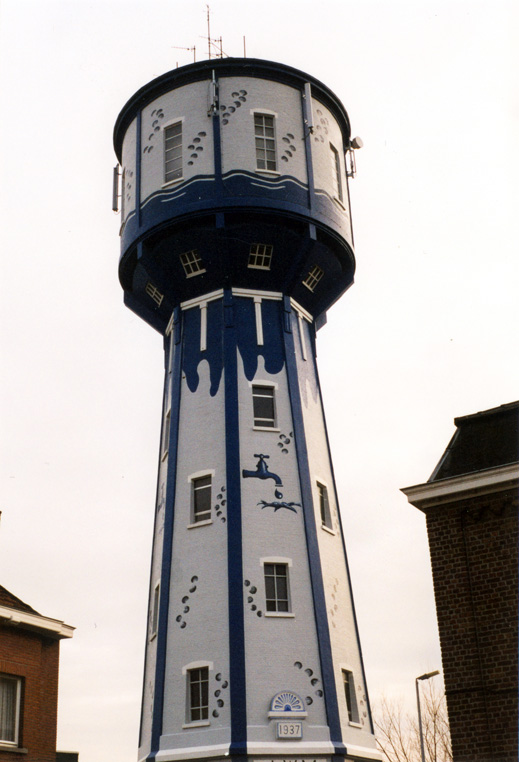
Landen
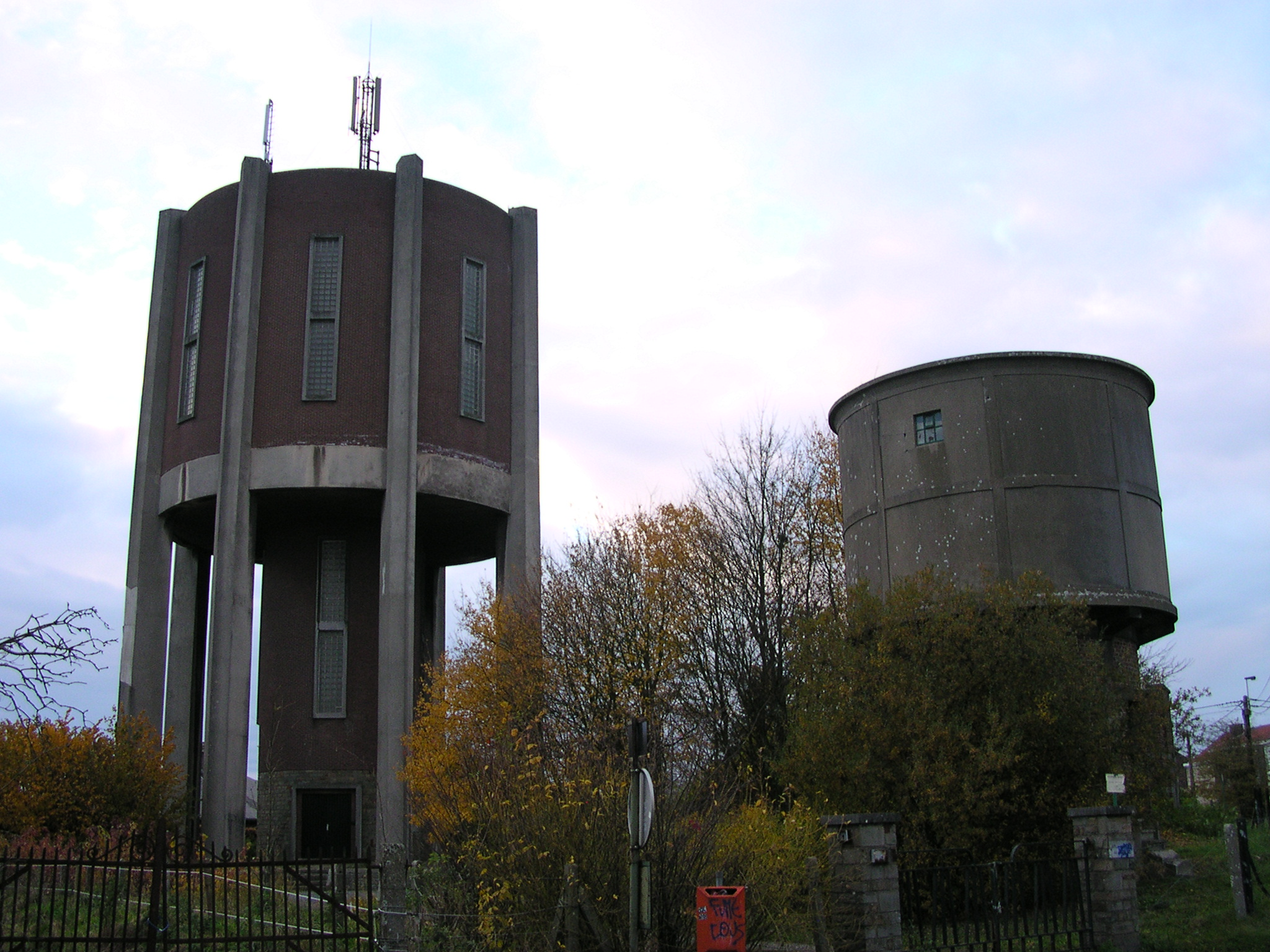
Magnée (municipi de Fléron)

### Els Estats Units

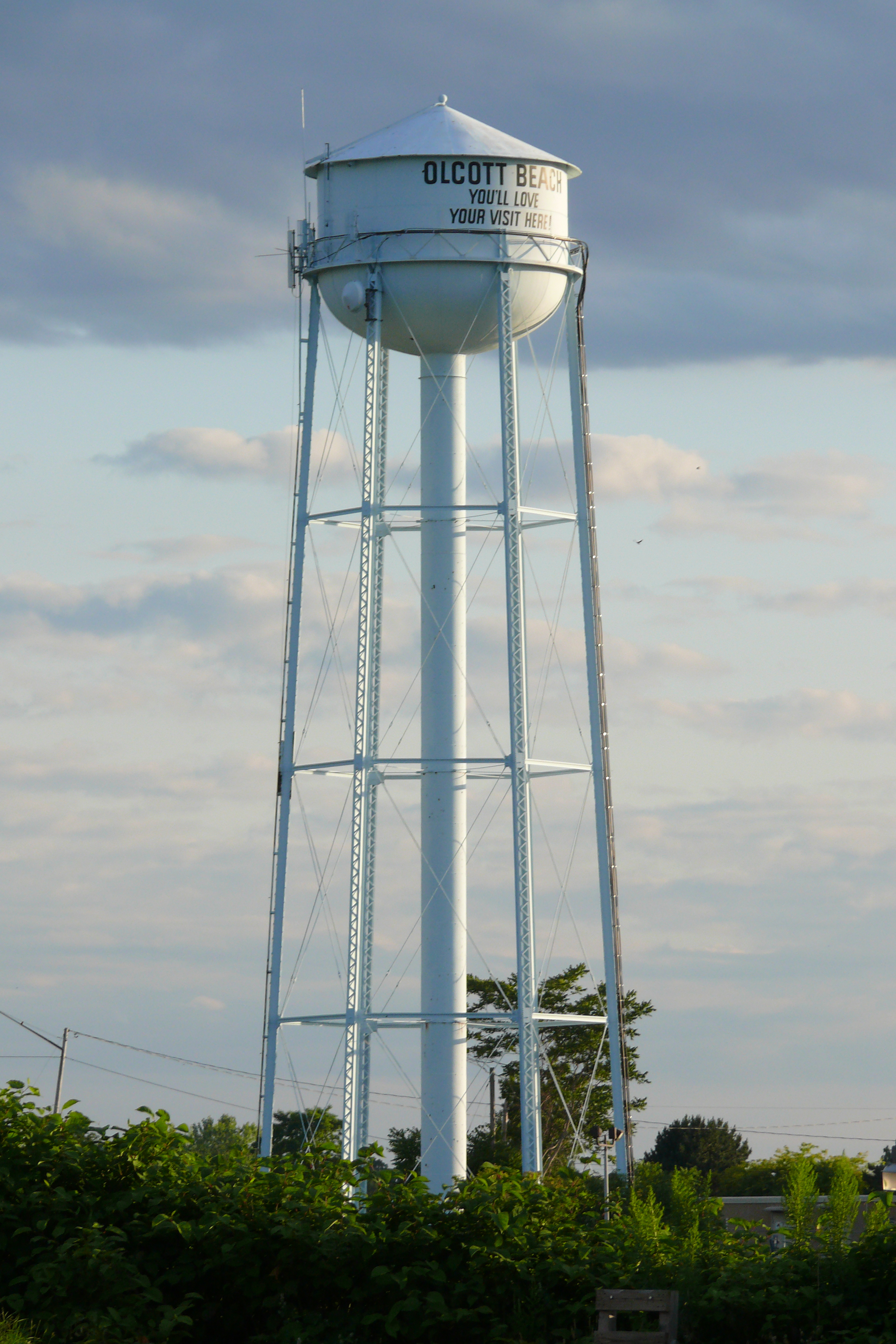
Olcott Beach, Nova York
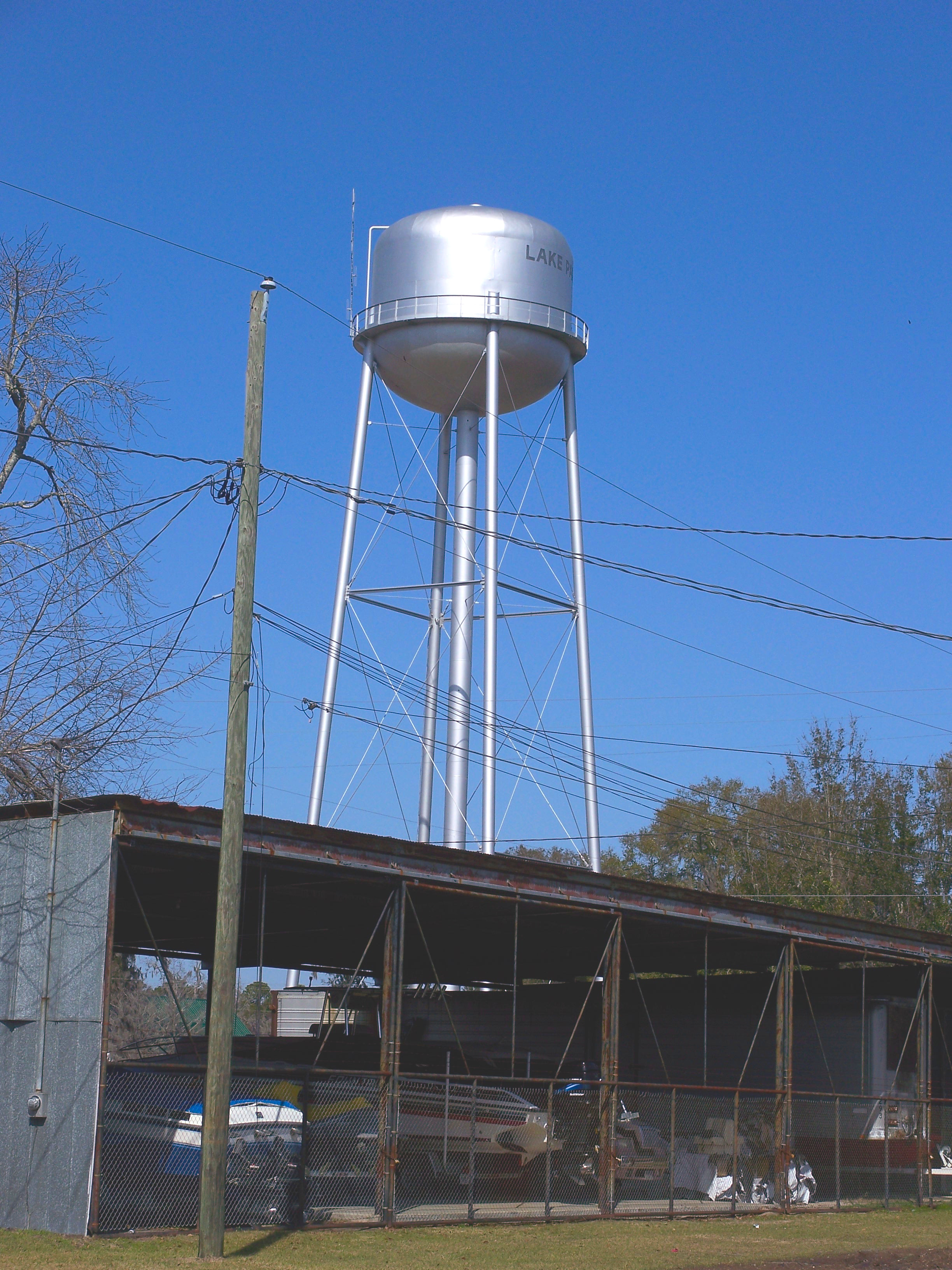
Al Lake Park, Geòrgia
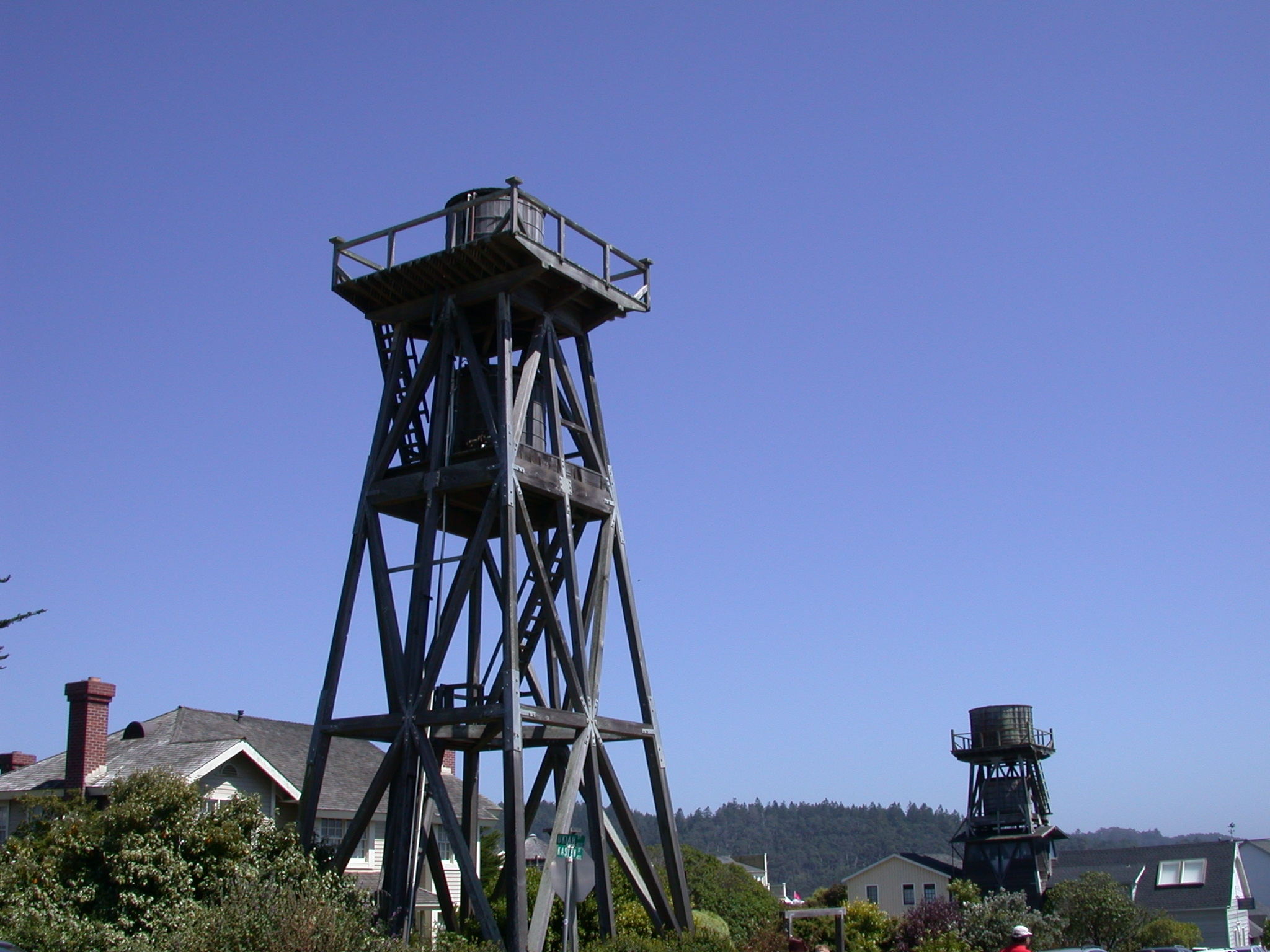
Torres de fusta a Mendocino Califòrnia
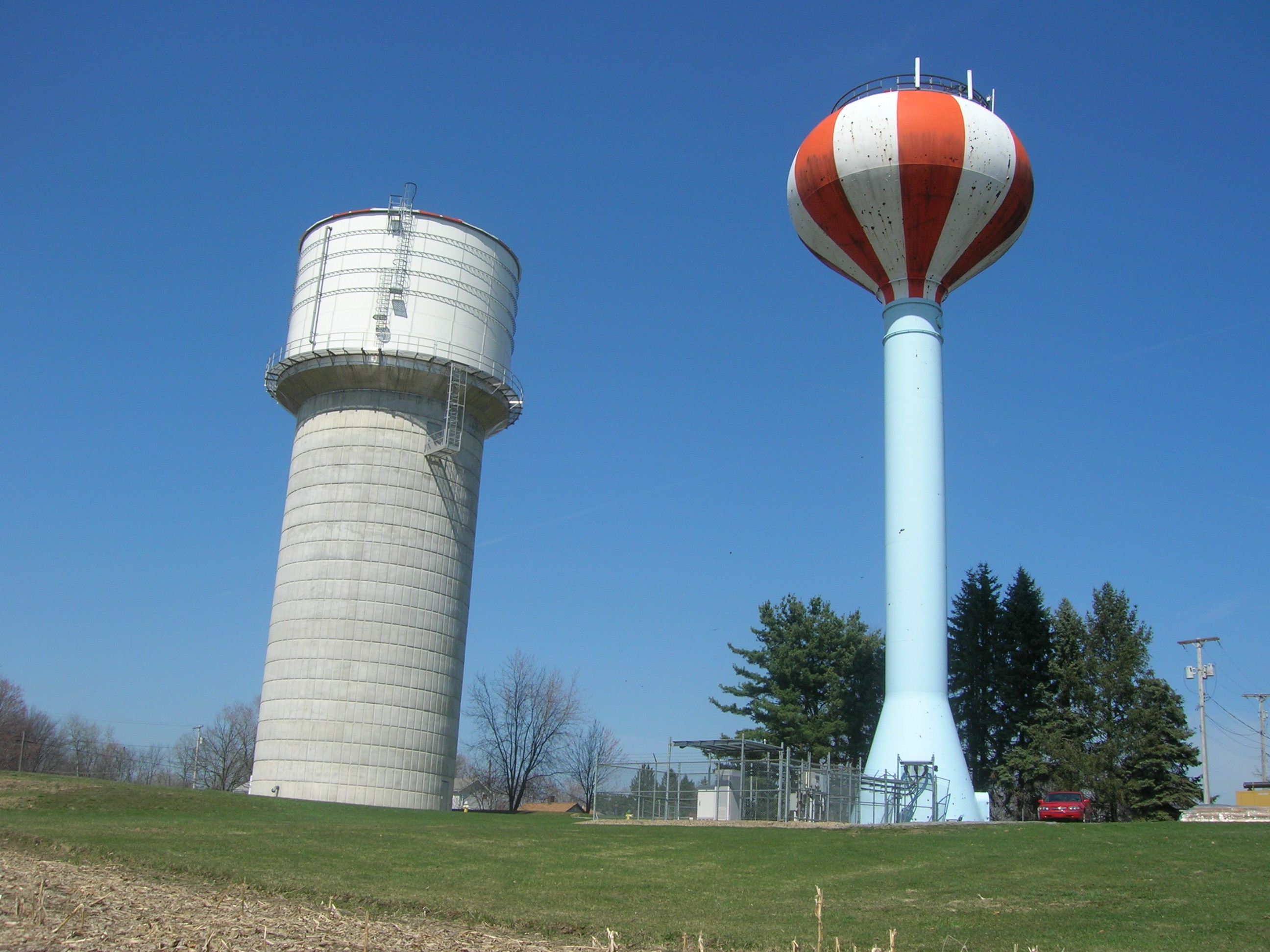
Grove City, Pennsilvània

### Els Països Baixos

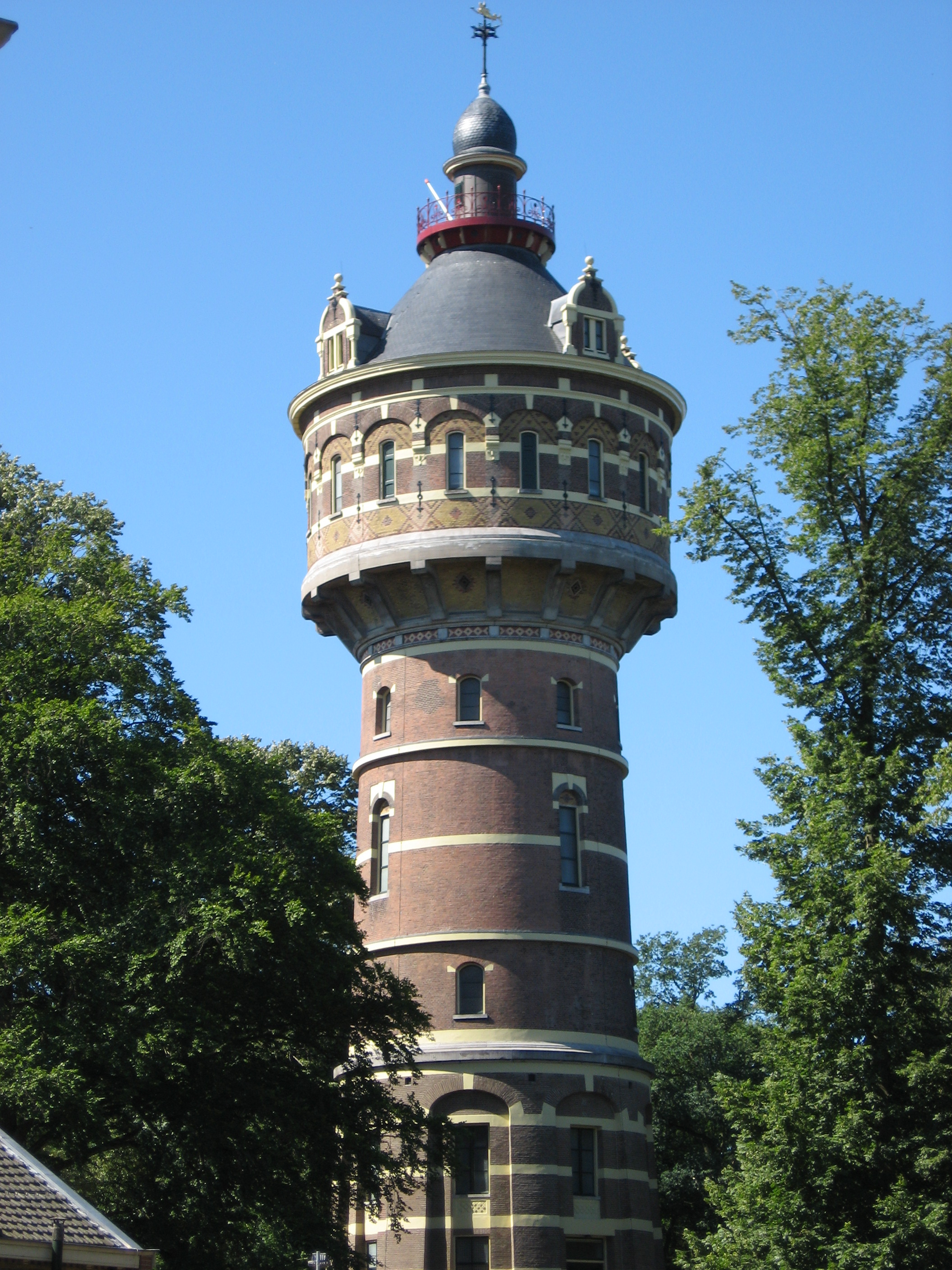
Deventer
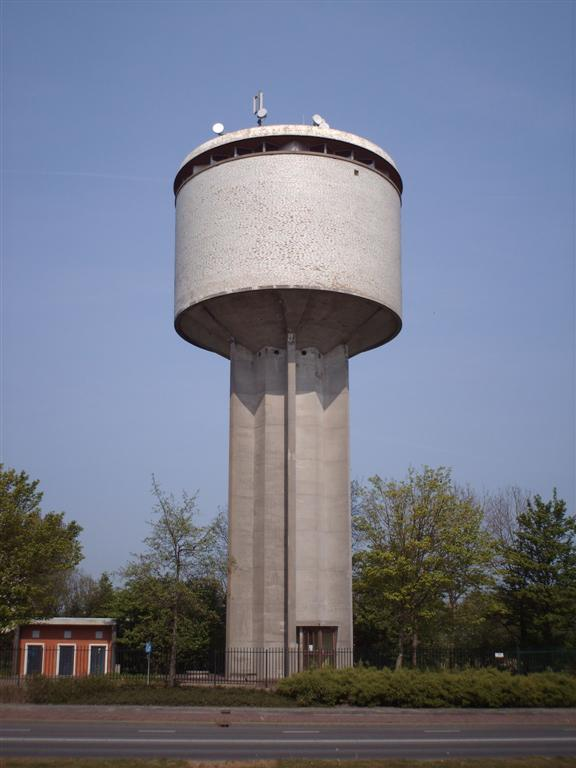
Dokkum
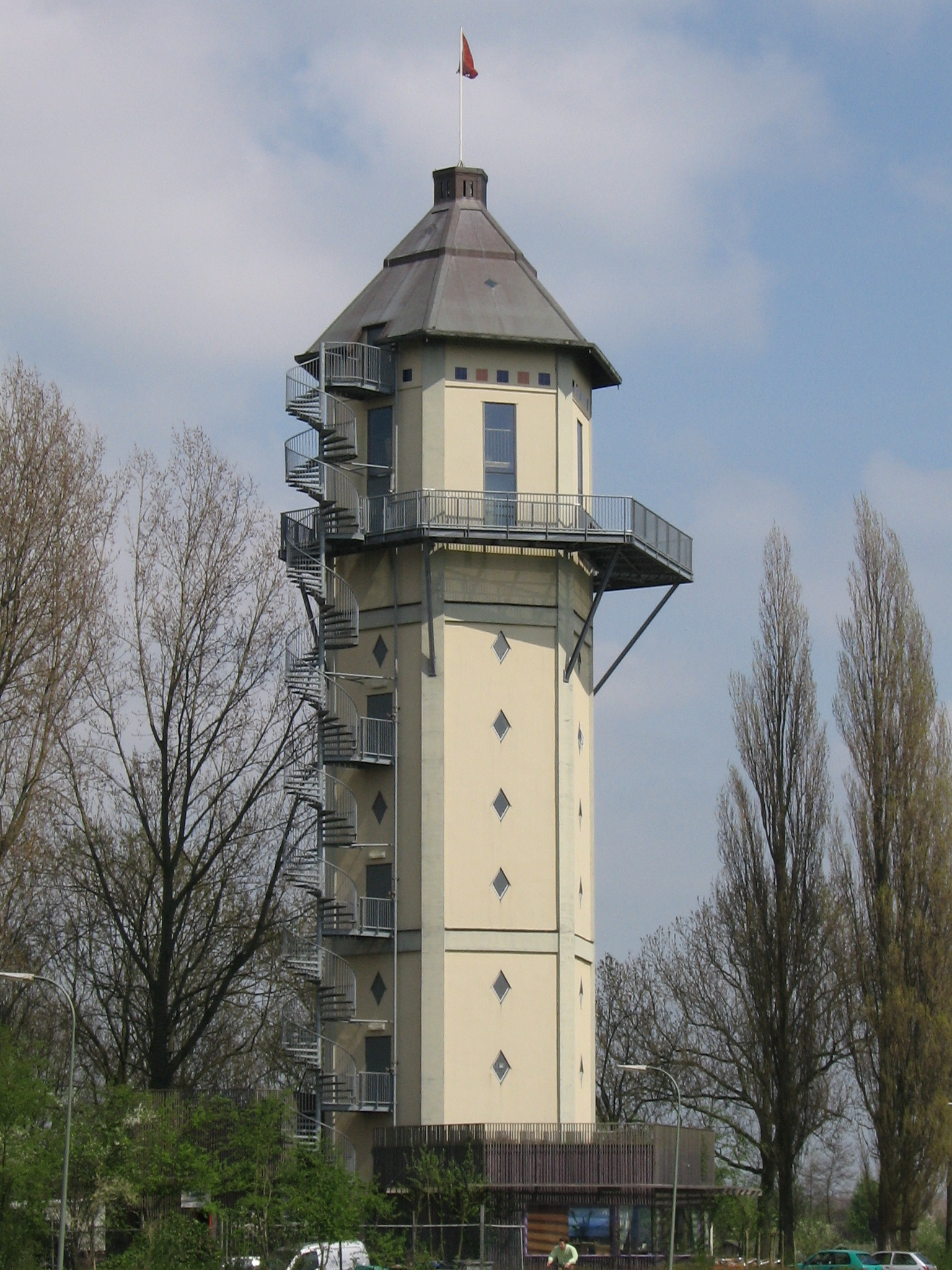
Dubbeldam
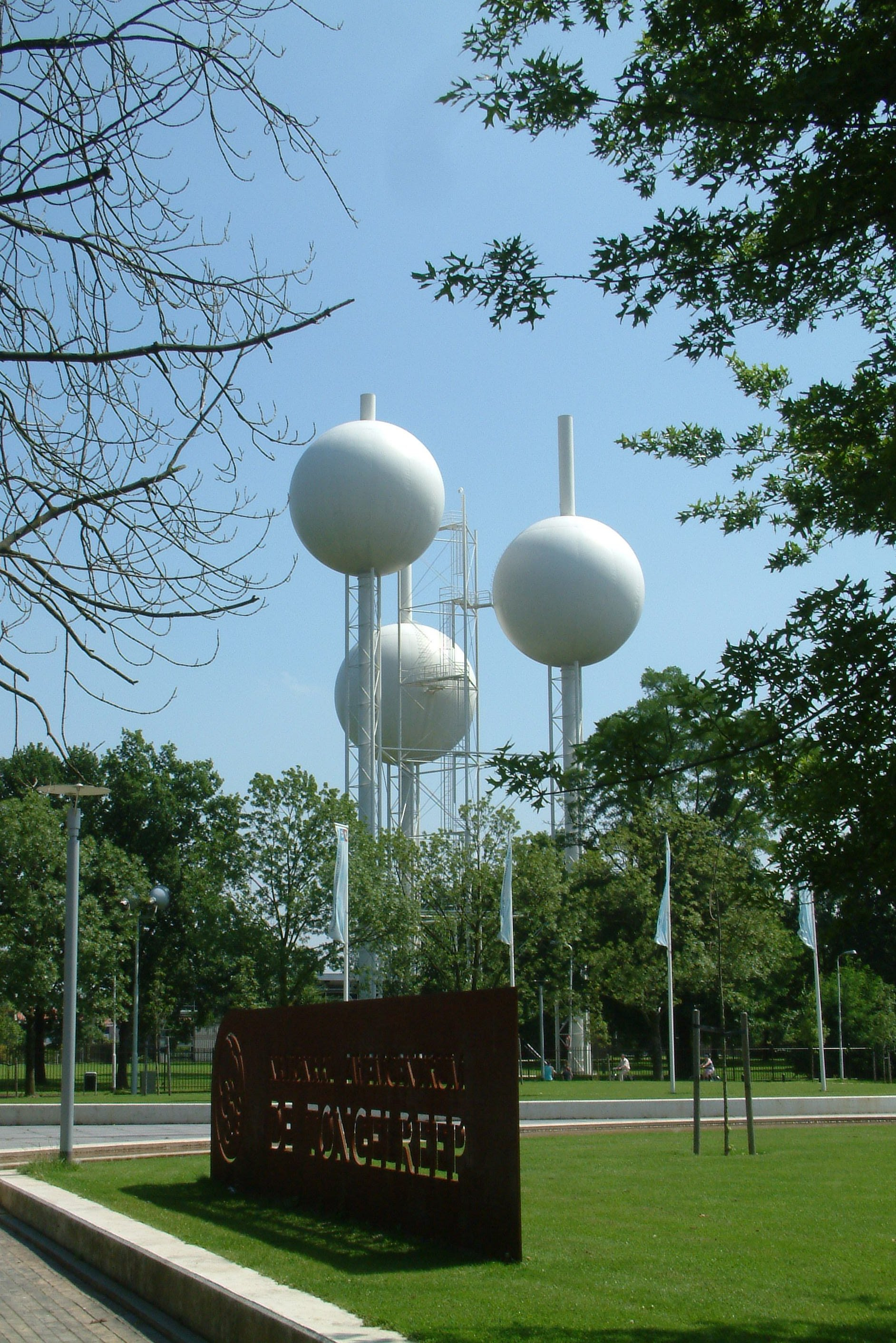
Eindhoven

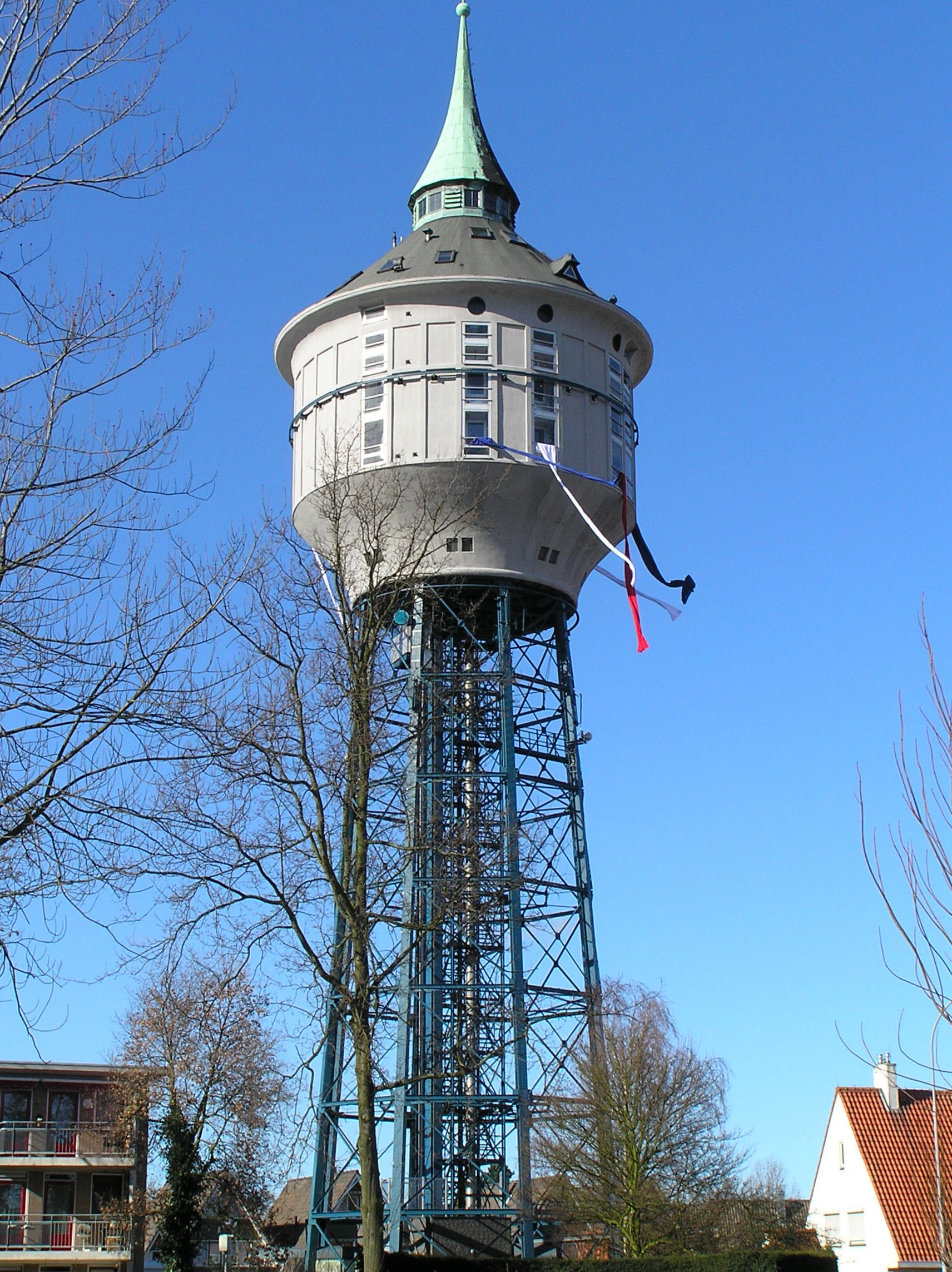
Goes
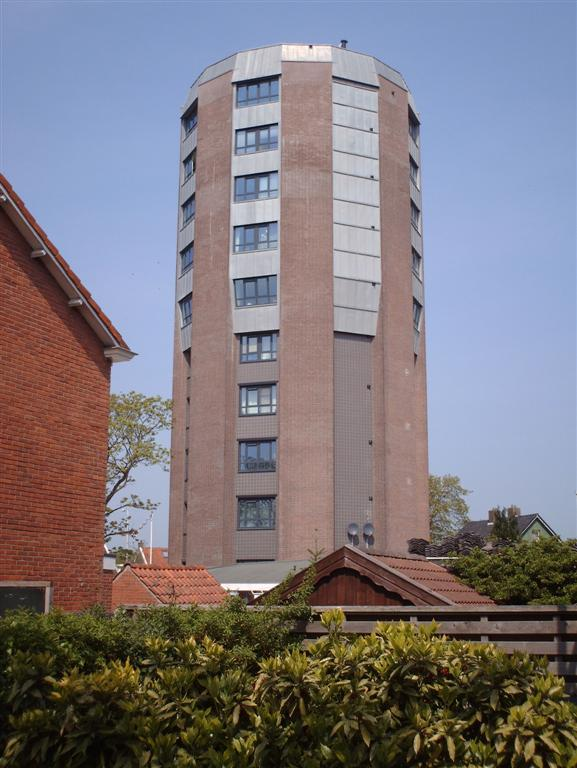
Ljouwert
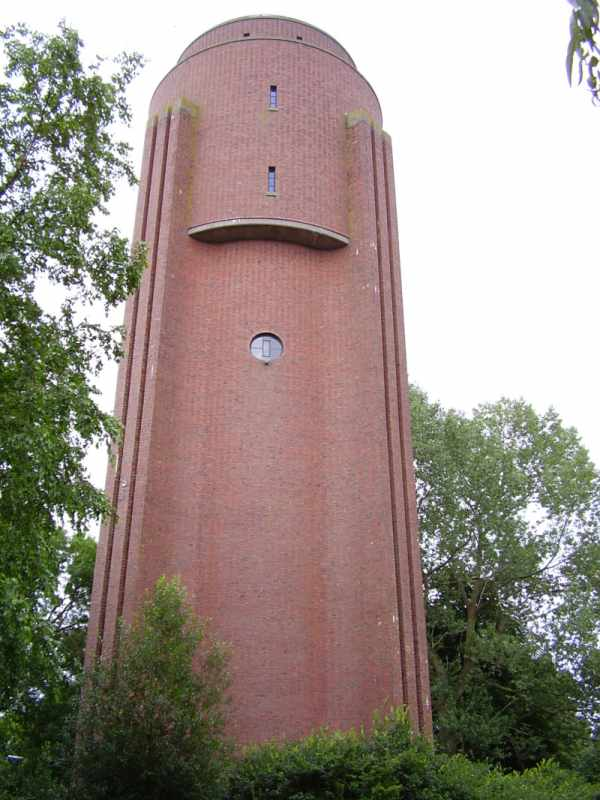
Stadskanaal
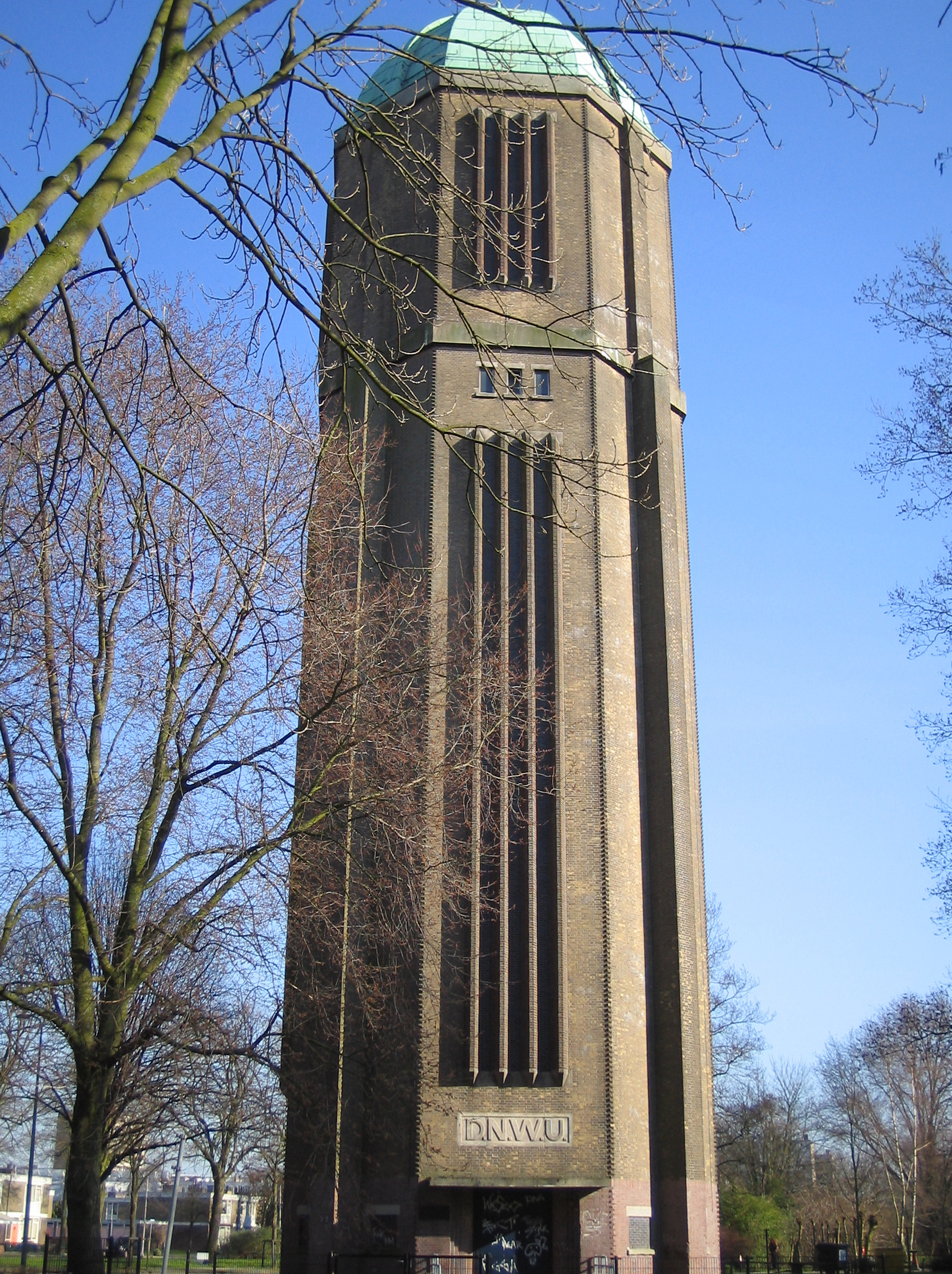
Utrecht (Overvecht)

### La República Txeca

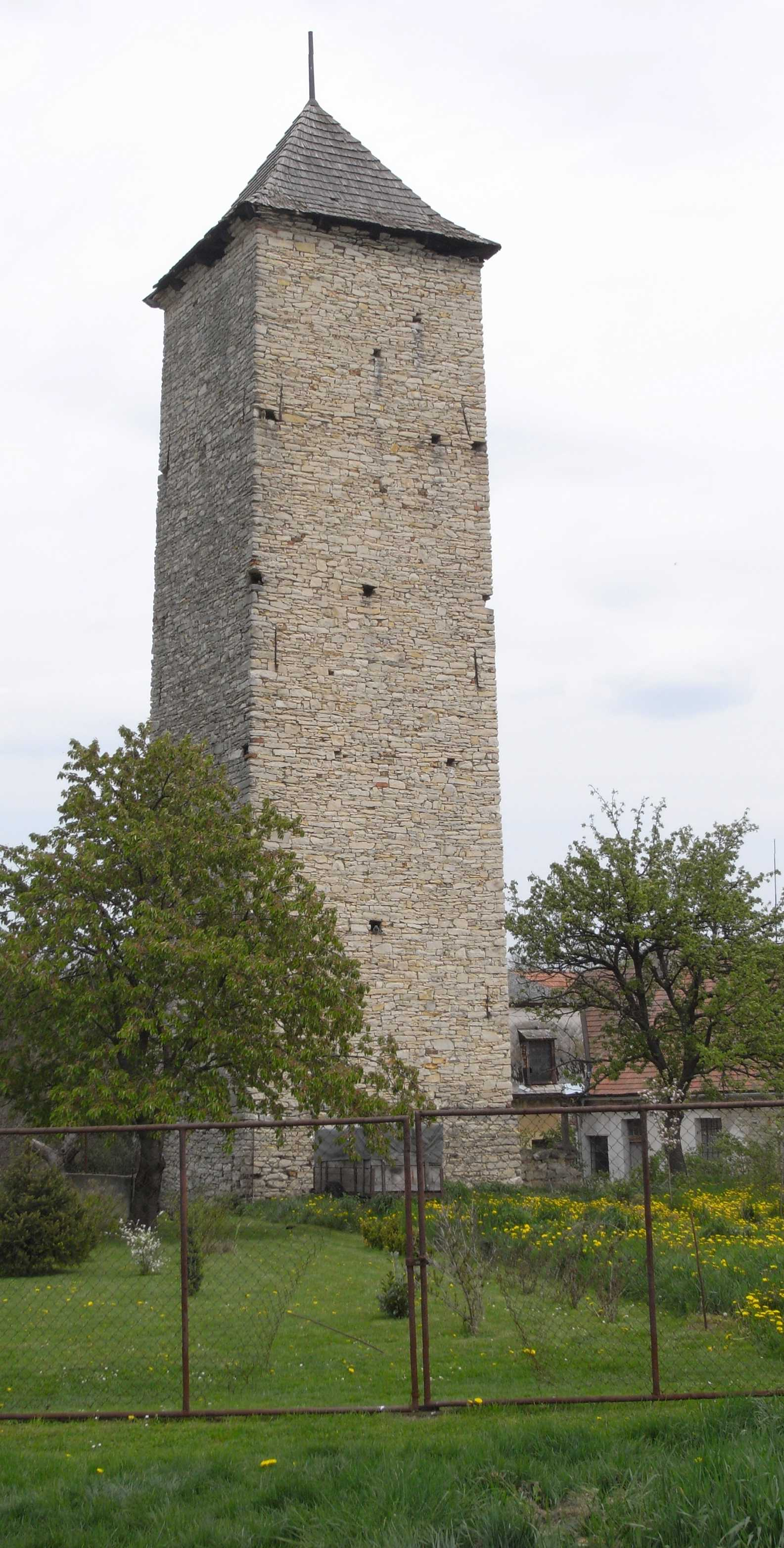
Torre del 1662 a Chrast